# Philipp Bernard François Berson
Philipp Bernard François Berson (* 12. Juli 1754 in Berlin; † 1835) war ein deutscher Architekt und preußischer Baubeamter.

## Leben und Werk
Berson wurde geboren als Sohn des Traiteurs François Berson aus Pally bei Paris und dessen Ehefrau Marie Catherine geb. Schlott aus Bamberg. In den Jahren 1775 bis 1787 war er bei den königlichen Immediatbauten in Berlin erst als Kondukteur, später als Bauinspektor beteiligt, wurde im Jahr 1787 als Assessor beim Königlichen Oberbaudepartement angestellt und 1790 zum Geheimen Oberbaurat ernannt. Er stand den Landbauangelegenheiten von Ost- und Westpreußen vor. Anfang der 1790er Jahre gab er zusammen mit seinen Amtskollegen Riedel, Gilly u. a. ein Architektonisches Journal heraus. Nach dem großen Brand in Neuruppin im Jahr 1787 engagierte sich König Friedrich Wilhelm II. für einen raschen Wiederaufbau der Stadt. Berson konzipierte gemeinsam mit dem königlichen Baumeister Bernhard Matthias Brasch eine großzügige, gleichmäßige Stadtanlage im klassizistischen Stil. Für die ebenfalls abgebrannte Marienkirche wurde nach Bersons Plänen zwischen 1801 und 1804 die evangelische Pfarrkirche St. Marien in Neuruppin erbaut. Nachdem das Oberbaudepartement 1806 aufgelöst und durch die technische Oberbaudeputation ersetzt wurde, wurde er 1811 pensioniert.

## Schriften
- Handbuch der bürgerlichen Baukunst oder Instruction für Bau- und Werkmeister: desgleichen für Mauer- und Zimmerpolirer zur Anlage und Einrichtung bürgerlicher Wohnhäuser. Berlin, Leipzig 1820